# Víctor Álvarez Delgado
Víctor Guillermo Álvarez Delgado (født 14. marts 1993 i Barcelona, Spanien) er en spansk fodboldspiller, der spiller som venstre back for Arsenal Tula i Rusland.

## Klubkarriere

### RCD Espanyol
Álvarez spillede for klubbens ungdomsrækker og spillede sig op på senior holdet. Han startede sin senior karriere på B holdet, og fik sin debut som allerede 17-årig for B holdet som den gang lå i landets 4. division.
Han spillede permanent på B holdet i to år (2010-2012), indtil han permanent blev rykket op på 1. holdstruppen.
Den 6. marts 2011 fik Álvarez sin debut for førsteholdet og samtidig også sin La Liga debut i 1-0 nederlaget Levante UD. Álvarez startede på bænken, men blev skiftet ind i stedet for David García.
I 2013 skrev Álvarez under på en ny 4-årig kontrakt.

## Sygdom
I 2013 blev Álvarez opereret for en hjertesygdom som også bliver kaldt hjerte-kar sygdom, eller på engelsk cardiovascular disease. Operation gik godt, og Álvarez gjorde comeback på fodboldbanen i et opgør imod Rayo Vallecano som endte 4-1.